# Kyle Chandler
Kyle Martin Chandler (sinh ngày 17 tháng 9 năm 1965) là một diễn viên người Mỹ được biết đến với những vai như Gary Hobson trong Early Edition và Eric Taylor trong Friday Night Lights. Vai diễn thứ hai, Eric, đã giúp ông giành được một giải Emmy vào năm 2011. Kyle Chandler còn tham gia trong một số phim khác như King Kong (2005), The Day the Earth Stood Still (2008), Super 8 (2011), Argo (2012), Zero Dark Thirty (2012), The Wolf of Wall Street (2013), Carol (2015) hay Manchester by the Sea (2016). Năm 2015, Kyle bắt đầu góp mặt trong sê-ri Bloodline của đài Netflix, phim mang về cho ông đề cử giải Emmy thứ tư và thứ năm trong sự nghiệp diễn xuất của mình.